# Franz Lamotte
Franz Lamotte auch: La Motte (* um 1751; † 7. September 1780 in Den Haag) war ein aus Flandern stammender Violinist und Komponist.

## Leben
Franz Lamotte stammte, nach Charles Burneys Aussage, aus Flandern und soll ein Schüler des in London wirkenden Geigers Felice Giardini gewesen sein. Ein wohlhabender Engländer, der seine Begabung erkannt hatte, soll ihn adoptiert, für seine Ausbildung gesorgt und ihn auf Konzertreisen begleitet haben. Im Dezember 1766 trat er im Wiener Burgtheater auf. Kaiserin Maria Theresia finanzierte ihm eine längere Konzertreise, die ihn unter anderem nach Prag führte. Dort soll er ein Violinkonzert von Bablizeck, dem Sekretär des Fürsten von Fürstenberg, vom Blatt gespielt haben. In Leipzig führte er bei einem Privatkonzert im Haus des Komponisten Johann Adam Hiller eigene Werke auf. Ab 1768 weilte er in mehreren Städten Italiens. Leopold Mozart berichtete in einem Brief vom 30. Juni 1770 (BD 194) über einen längeren Aufenthalt Lamottes in Neapel. 1769 konzertierte Lamotte in Paris. Hier regte Lamotte ein Konzert mit dem Geiger Giovanni Mane Giornovichi an, bei dem jeder der beiden ein Konzert des anderen vom Blatt spielen sollte, was Giornovichi aber aus Furcht zu unterliegen ablehnte. Ab etwa 1770 war Lamotte Konzertmeister der Wiener Hofmusikkapelle, setzte aber seine Konzertreisen fort. So trat er 1773 und 1777 in Paris beim Concert spirituel auf. 1776 und 1777 hatte er in London mehrere Auftritte, unter anderem mit dem Cellisten Andreas Lidl und 1778 mit dem Sopranisten Venanzio Rauzzini. Nach dem Tod seines Adoptivvaters wurde Lamotte wegen Schulden verhaftet, konnte nach Den Haag fliehen, wo er kurze Zeit später verstarb.

## Werke (Auswahl)
- 1. Violinkonzert (Leduc, Paris, 1775)
- 2. Violinkonzert (Leduc, Paris, 1775)
- 3. Violinkonzert (Leduc, Paris, 1775)
- Concerto in D-Dur für Violine und Orchester
- Six Airs mis en Variations für Violine und Bass (Leduc, Paris, 1775)
- 6 Sonaten für Violine und Bass (1776)
- Solo für Violine und B.c. (1780)
- Marche des Deux Avares
- Duetti für Violine und Viola